# Sönam Rinchen (Sakya)
Sönam Rinchen (1705-1741) was van 1711 tot 1741 de dertigste sakya trizin, de hoogste geestelijk leider van de sakyatraditie in het Tibetaans boeddhisme.